# Cassidy of Bar 20
Cassidy of Bar 20 è un film del 1938 diretto da Lesley Selander.
È un western statunitense con William Boyd, Russell Hayden e Frank Darien. Fa parte della serie di film western incentrati sul personaggio di Hopalong Cassidy (interpretato da Boyd) creato nel 1904 dallo scrittore Clarence E. Mulford. È basato sul romanzo del 1929 Me an' Shorty di Mulford.

## Produzione
Il film, diretto da Lesley Selander su una sceneggiatura di Norman Houston e un soggetto di Clarence E. Mulford, fu prodotto da Harry Sherman. tramite la Harry Sherman Productions e girato a Bishop, a Lone Pine e nel Paramount Ranch ad Agoura, California.

## Distribuzione
Il film fu distribuito negli Stati Uniti dal 25 febbraio 1938 al cinema dalla Paramount Pictures.
Altre distribuzioni:
- negli Stati Uniti il 10 maggio 1947 (redistribuzione)
- in Danimarca il 4 febbraio 1949
- in Brasile (A Última Testemunha)
- in Brasile (A Única Testemunha)

## Promozione
Tra le tagline:
- TROUBLE FOLLOWS CASSIDY EVEN WHEN HE RIDES THE HOME RANGE! Hopalong's got his hands full when a gang of Texas cattle rustlers invade the Bar 20!
- SEE... Cassidy's daring stand against a gang of the toughest hombres of the bad lands!
- SEE... Cassidy get fooled plenty by a beautiful girl!
- SEE... Cassidy get sentimental over a childhood sweetheart!